# 佛羅里達州奧蘭多聖殿
佛羅里達奧蘭多聖殿（Orlando Florida Temple）是耶穌基督後期聖徒教會的第48座聖殿，也是美國東部第二大的耶穌基督後期聖徒教會聖殿，僅次於華盛頓特區聖殿。佛羅里達奧蘭多聖殿在1992年開始動工，1994年竣工。

## 外部連結
- Official Orlando Florida Temple page （页面存档备份，存于）
- Orlando Florida Temple page（页面存档备份，存于）
- Orlando Florida Temple page with interior photos
- Pictures of Orlando Temple historical events